# Bill Rubenstein (Musiker)
William „Bill“ Rubenstein (* 2. November 1928) ist ein US-amerikanischer Jazzpianist.
Rubenstein arbeitete Ende der 1940er-Jahre bei Ray Anthony; Ende 1950er-Jahre mit der Vokalgruppe The Axidentials (Aufnahmen mit The Kai Winding Trombones). 1959 begleitete er u. a. mit Kenny Burrell die Sängerin Chris Connor im Village Vanguard. Anfang der 1960er-Jahre spielte er auch mit Carol Sloane (Live at 30th Street, mit Bucky Pizzarelli und George Duvivier) und war als Arrangeur für Gloria Lynne tätig; ferner spielte er in dieser Zeit im Trio von Roy Eldridge. Im Bereich des Jazz war er zwischen 1947 und 1965 an neun Aufnahmesessions beteiligt. Ende der 1960er-Jahre bildete er ein Duo mit dem Bassisten Hal Gaylor; Anfang der 1970er-Jahre trat er als Solist in New Yorker Jazzclubs wie dem Top of the Gate und dem Bradley’s auf.